# Surf adaptado

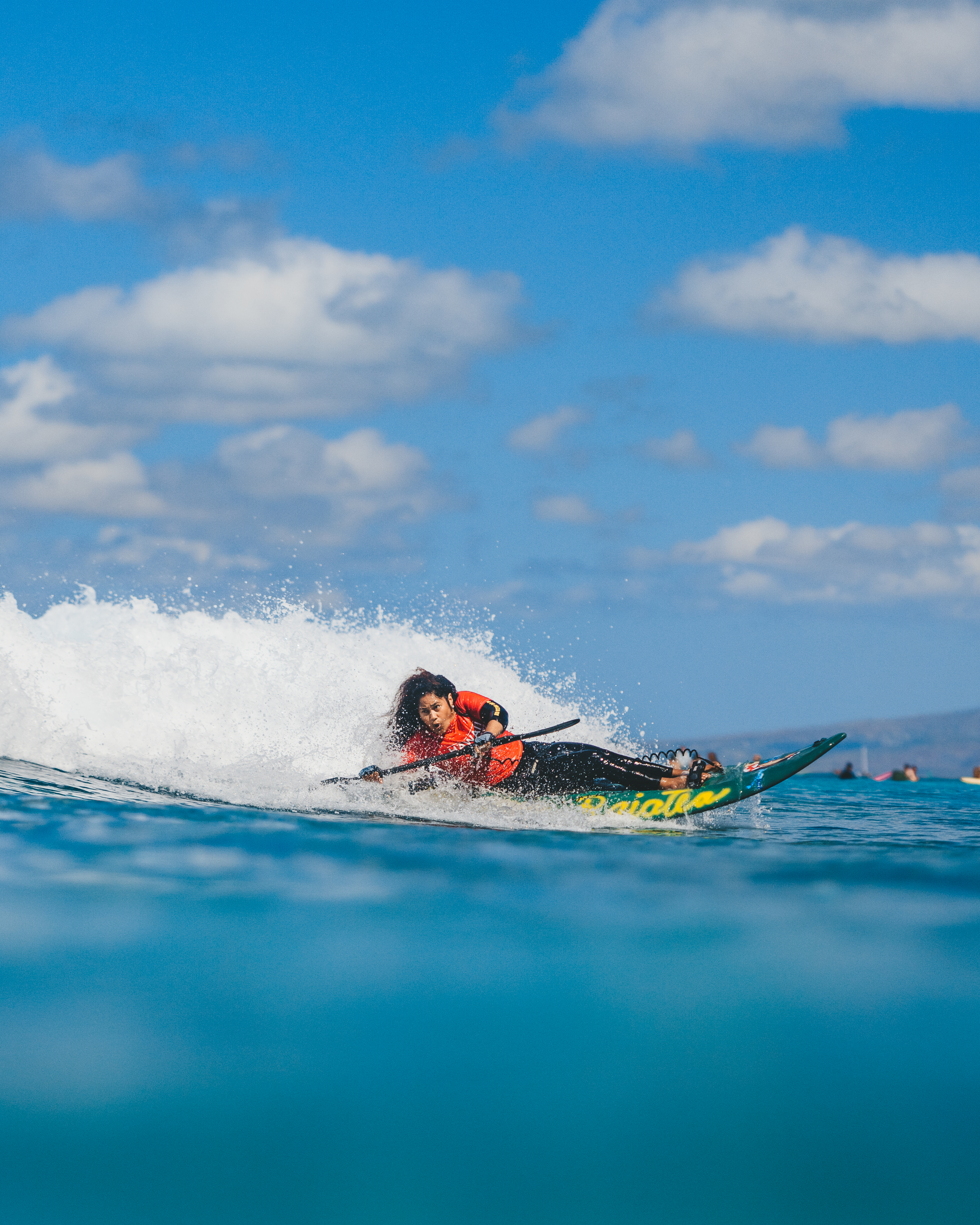
Meira Nelson en el Campeonato de Surf Adaptado de Hawái de 2022

El surf adaptado o para surf es una forma de surf en la que una persona con discapacidad utiliza una tabla o un esquí acuático para montar sobre una ola rompiente. Competitivamente, la Asociación Internacional de Surf (ISA) ha organizado el Campeonato Mundial de Para Surfing anualmente desde 2015. Además, la Asociación de Profesionales del Surf Adaptado (AASP) se formó en 2022 como organismo rector internacional del surf adaptado profesional y administra el AASP World Tour, que incluyó eventos en Hawái y California en su año inaugural. La Para Surf League (PSL), lanzada en 2022, organiza competiciones amateurs y profesionales en todo el mundo.
Los deportistas que practican surf adaptado se clasifican en diferentes divisiones competitivas en función de sus respectivas discapacidades, y la clasificación generalmente está certificada por profesionales médicos para competiciones profesionales. Actualmente hay nueve divisiones separadas reconocidas por ISA, AASP y PSL.

## Historia
La primera organización de surf adaptado, Life Rolls On, fue creada en 2001 por Jesse Billauer, un aspirante a surfista profesional que sufrió una lesión en la médula espinal en 1996. La organización organiza múltiples eventos anuales denominados "They Will Surf Again" para ayudar a las personas discapacitadas a aprender surf adaptado.
En 2006, Duke's Oceanfest, con la ayuda de AccesSurf Hawaii, agregó una serie de surf adaptado como parte de su competencia. Desde 2007, el Campeonato de Surf Adaptado de Hawái se celebra anualmente sosteniendo la plataforma del surf adaptado y elevándola a un nivel profesional.
En 2015, la ISA organizó el primer Campeonato Mundial de Para Surfing (originalmente llamado Campeonato Mundial de Surf Adaptado). El evento inaugural incluyó a 69 competidores de 18 países. Más recientemente, el evento de 2022 contó con 181 atletas de 28 países.
En 2017, nació el Campeonato Abierto de Surf Adaptado de Estados Unidos como el primer campeonato profesional de surf adaptado que ofreció un premio en efectivo para todos los ganadores del podio y también fue el primero en implementar una evaluación prioritaria.
En 2022, se formó la Asociación de Profesionales del Surf Adaptado para ser el organismo rector internacional del surf adaptado profesional y organizar un recorrido de eventos para profesionales del surf adaptado. En su año inaugural, la gira organizó 2 eventos, el Campeonato de Surf Adaptado de Hawái y el Campeonato Abierto de Surf Adaptado de Estados Unidos. A los surfistas se les asignaron puntos según los resultados de cada competencia, y aquellos con el total de puntos más alto fueron coronados campeones del circuito mundial, otorgándose en total más de 100 mil dólares en premios a los atletas adaptados en su primer año.
La Para Surf League se lanzó en 2022 para organizar competiciones de Para Surfing alrededor del mundo. La Para Surf League Series organizará eventos en Costa Rica, España, Gales, Francia y otros.

## Clasificación

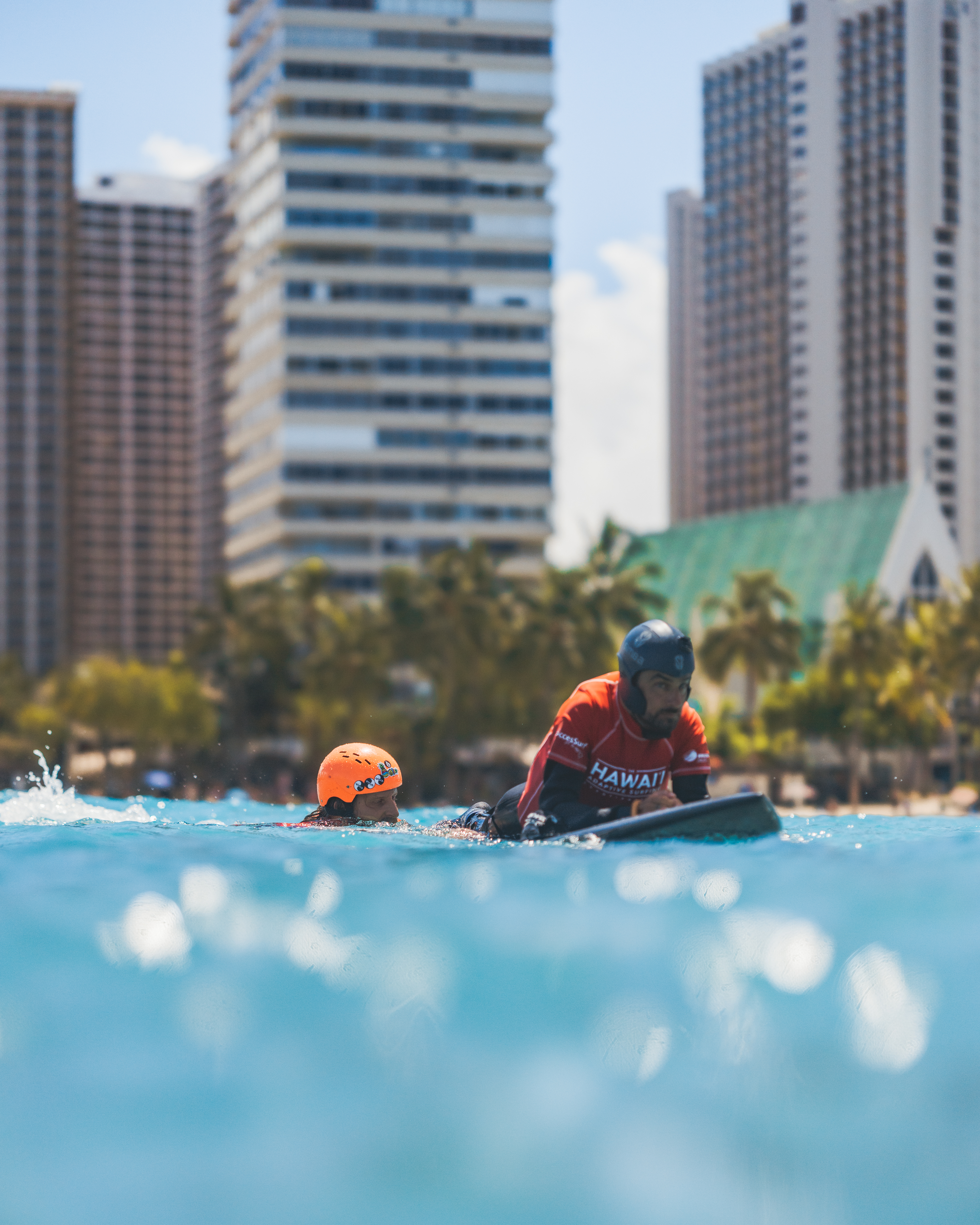
Jesse Billauer, un surfista en la categoría para surf 2, remando con ayuda en el Campeonato de Surf Adaptado de Hawái de 2022

En 2018, se desarrolló y redactó el sistema de clasificación actual que utilizan la AASP, la PSL y la ISA. La ISA adoptó el sistema de clasificación en 2020. La ISA, AASP y PSL reconocen cada una las mismas nueve divisiones de surf adaptativo:
| División                    | Descripción |
| --------------------------- | --- |
| Para surf de pie 1          | Cualquier surfista que monte una ola en posición de pie con una amputación o discapacidad congénita en una extremidad superior o equivalente o baja estatura.                                                    |
| Para surf de pie 2          | Cualquier surfista que monte una ola en posición de pie con una amputación por debajo de la rodilla o discapacidad congénita o equivalente, o diferencia en la longitud de las piernas.                          |
| Para surf de pie 3          | Cualquier surfista que monte una ola en posición de pie con una amputación por encima de la rodilla o amputación de ambas extremidades inferiores o congénita o discapacidad equivalente.                        |
| Para surf de rodillas       | Cualquier surfista que monte una ola en posición de rodillas o sentado sin remo, con una amputación por encima de la rodilla o ambas amputaciones de miembros inferiores o congénita o discapacidad equivalente. |
| Waveski o para surf sentado | Cualquier surfista que monte la ola en una posición sentada que NO requiera asistencia para remar hacia una ola y volver a subir a la tabla de forma segura.                                                     |
| Para surf prono 1           | Cualquier surfista que monte la ola en una posición boca abajo que NO requiera asistencia para remar hacia una ola y volver a subir a la tabla de forma segura.                                                  |
| Para surf prono 2           | Cualquier surfista que monte la ola en una posición boca abajo que SÍ requiera asistencia en el agua, remar hacia una ola y volver a subir a la tabla de forma segura.                                           |
| Para surf para ciegos 1     | Cualquier surfista que monte una ola en posición de pie con clasificación IBSA Nivel B1. |
| Para surf para ciegos 12    | Cualquier surfista que monte una ola en posición de pie con clasificación IBSA Nivel B2 y Nivel B3. |

## Eventos

### ISA
El Campeonato Mundial de Para Surfing de la ISA se lleva a cabo en Pismo Beach, California.

### AASP
El Campeonato Hawaiano de Surf Adaptado se lleva a cabo anualmente en Waikiki. Producida por la organización local sin fines de lucro AccesSurf, la competencia surgió de un evento celebrado como parte del Duke's Oceanfest en 2006; desde 2007, se ha celebrado anualmente sosteniendo la plataforma de surf adaptativo y elevándola a un nivel profesional. Se convirtieron en un evento independiente en 2019, separándose del Dukes Ocean Festival.
En 2023 se realizó el Abierto de Surf Adaptado Pro Costa Rica en Boca Barranca en Puntarenas.
El Campeonato Abierto de Surf Adaptado de Estados Unidos se celebra anualmente en Oceanside, California, producido por la fundación local sin fines de lucro Stoke for Life. Es el último de los tres eventos del AASP World Tour, y se realiza desde 2017.

### PSL
El primer evento de la Para Surf League programado para 2023 fue el SA Para Surf League Open, en Muizenberg Beach en Ciudad del Cabo, Sudáfrica.
La Para Surf League y USA Surfing celebrarán el Campeonato Nacional de Estados Unidos en Oceanside. Los ciudadanos estadounidenses que compitan en este concurso serán elegibles para ser seleccionados para el equipo nacional de Para Surf de USA Surfing.
El Open Costa Rica de la Para Surf League se llevará a cabo en Playa Jaco, Garabito, Puntarenas como la tercera parada de la Serie de la Para Surf League en 2023.

## Deporte paralímpico
El para surf fue uno de los 33 deportes, incluidos diez deportes nuevos, con solicitudes presentadas al Comité Paralímpico Internacional para su inclusión en los Juegos Paralímpicos de Los Ángeles 2028. El IPC ha incluido el para surf en la lista corta de deportes para una mayor consideración para su inclusión, y se tomará una decisión final sobre su inclusión a fines de 2023.